# Ängsjön (Tiveds socken, Västergötland)
Ängsjön är en sjö i Laxå kommun i Västergötland och ingår i Motala ströms huvudavrinningsområde. Sjöns area är 0,004 kvadratkilometer och den befinner sig 140 meter över havet.